# Perenti Luweh
Perenti Luweh is een bestuurslaag in het regentschap Bungo van de provincie Jambi, Indonesië. Perenti Luweh telt 911 inwoners (volkstelling 2010).